# Yding Skovhøj

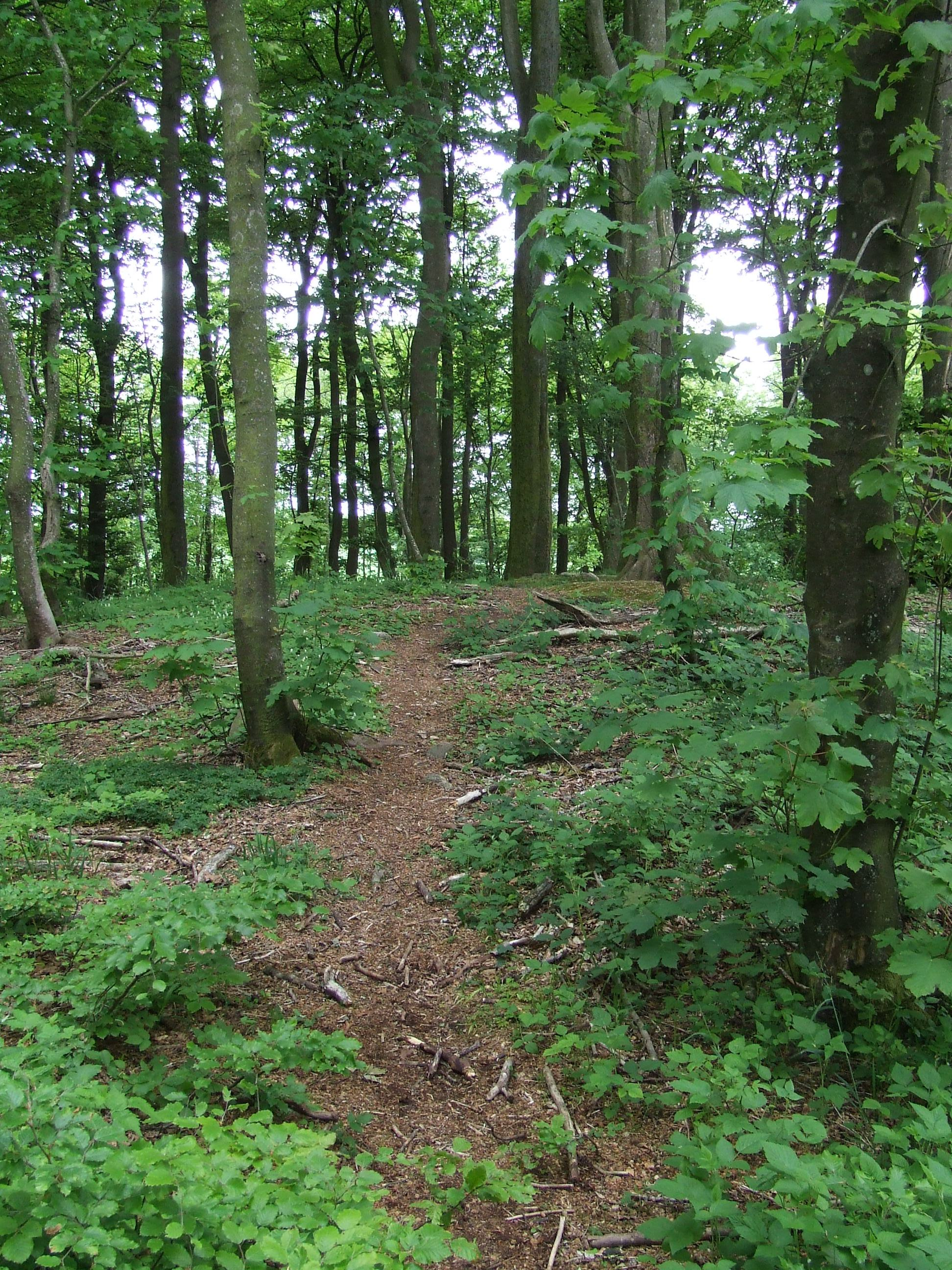
A halomsírok

Az Yding Skovhøj hivatalosan Dánia legmagasabb pontja. Tengerszint feletti magassága 172,54 méter. Ez a magasság a tetején található bronzkori halomsíroknak, pontosabban a három közül a középsőnek köszönhető; a keleti és a nyugati ennél 81, illetve 113 cm-rel alacsonyabb.
Az ország legmagasabb természetes kiemelkedése a 170,86 m magas Møllehøj. Összehasonlításképpen az århusi tv-torony 320 m, a Nagy-Bælt híd pillérjei 254 m magasak.

### Külső hivatkozások
- Dánia legmagasabb pontjai[halott link] (dán)